# Skolla (geologi)

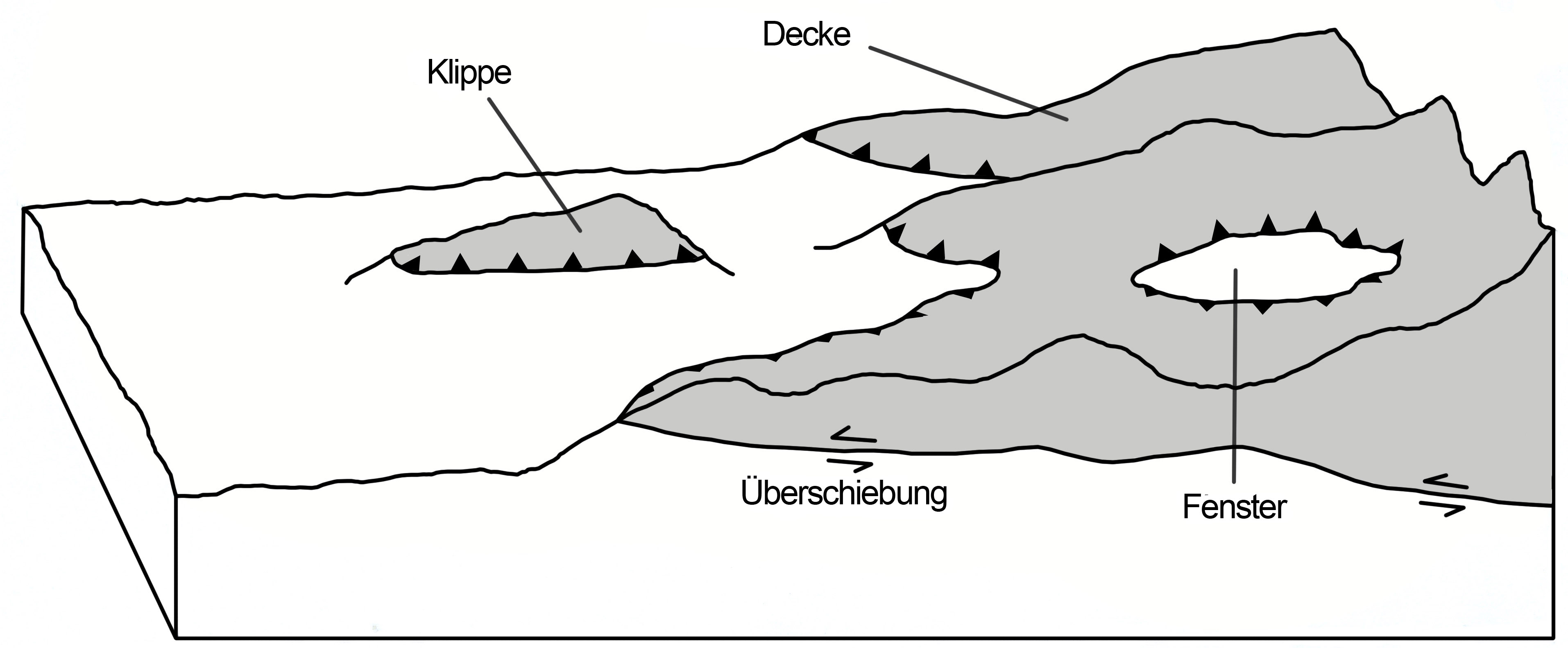
Schematisk bild av bergsformation med överskjutande skolla (gråmarkerad) där erosion resulterat i ett isolerat block av skollan och ett fönster till det underliggande berget i den annars sammanhängande skollan.

Skolla eller skålla (medellågtyska: schulle, 'grästorva') är ett geologiskt begrepp och en del i bildandet av vissa bergskedjor. En skolla består av en större del eller skiva av berggrunden som förflyttats upp över ett underliggande förkastningsplan. En skolla kan breda ut sig över tiotals eller hundratals kvadratkilometer och den geologiska uppbyggnaden är ofta komplicerad.
Den svenska fjällkedjan består i huvudsak av skollor, där dessa är förflyttade från väster till öster. Bland dessa finns bland annat Offerdalsskollan, Seveskollan, Särvskollan och Köliskollan.
Även större jordlager eller sedimentära bergarter med en lägre hållfasthet som har förflyttats av en inlandsis eller glaciär kallas skollor. Avlagringen av dessa sker tillsammans med moränen och kallas moränskollor.

## Källhänvisningar
1. 1 2 3 4  "skolla". NE.se. Läst 22 juni 2014.